# Atletismo nos Jogos Pan-Americanos de 1995 - Lançamento de dardo feminino
A prova do lançamento de dardo feminino' nos Jogos Pan-Americanos de 1995 foi realizada em 19 de março no Estádio Atlético "Justo Roman". O modelo antigo de dardo foi usado nesta competição.

## Medalhistas
| Ouro                    | Prata                   | Bronze                     |
| Xiomara Rivero CUB Cuba | Laverne Eve BAH Bahamas | Valerie Tulloch CAN Canadá |

## Final
| Posição           | Nome            | Nacionalidade      | Marca | Notas |
| ----------------- | --------------- | ------------------ | ----- | ----- |
| Medalha de ouro   | Xiomara Rivero  | CUB Cuba           | 63.92 |       |
| Medalha de prata  | Laverne Eve     | BAH Bahamas        | 61.28 |       |
| Medalha de bronze | Valerie Tulloch | CAN Canadá         | 60.58 |       |
| 4                 | Isel López      | CUB Cuba           | 57.26 |       |
| 5                 | Paula Berry     | USA Estados Unidos | 54.08 |       |
| 6                 | Karen Wilkinson | CAN Canadá         | 50.94 |       |
| 7                 | Lynda Lipson    | USA Estados Unidos | 50.82 |       |
| 8                 | Silvina Médici  | ARG Argentina      | 47.58 |       |